# Sant Jaume Vell
Sant Jaume Vell és una masia de Manlleu (Osona) inclosa a l'Inventari del Patrimoni Arquitectònic de Catalunya.

## Descripció
Masia de planta gairebé basilical, malgrat que el cos central no és prolongat fins al final de l'edificació i un dels cossos laterals és més baix que l'altre.
La porta es troba orientada a migdia, descentrada; la dovella central és decorada. Al pis superior hi ha unes galeries d'arc rebaixat i barana de fusta.
El mur és de pedra, arrebossada excepte a les cantoneres i portes.

## Història
La casa fou reformada per Jaume Morers al segle XVI; la dovella central del portal de migdia du la data de 1545.